# 雷克斯堡
雷克斯堡（英語：Rexburg）是美國愛達荷州麥迪遜郡的一個城市。據2010年美國人口普查，雷克斯堡有人口25,484人，比2000年的17,257人增長。雷克斯堡是麥迪遜郡的郡治，也是該縣最大的城市。

## 外部連結
- 维基共享资源上的相關多媒體資源：雷克斯堡
- City of Rexburg, Idaho Website （页面存档备份，存于） Portal style website, Government, Business, Library, Recreation and more